# Husejin
Husejin je moško osebno ime

## Druge oblike imena
Husein, Huse, Huso, ter Husnija, ki je tako moška, kot ženska oblika imena

## Izvor imena
Ime Husejin je muslimanskega izvora, ki prek turškega imena Hüseyn izhaja iz arabskega imena Husäjn s pomenom »lep, zal«.
Sorodno moško ime Husnija izhaja iz turškega imena Hüsni, to pa je tvorjeno iz arabske besede husn, ki pomeni »lepota, dobrota« s sufiksom -iyy+a. Žensko ime Husnija pa rzlagajo iz arabskega pridevnika husniyyä, ki pomeni »lepa, krasna, dobra«.

## Pogostost imena
Po podatkih Statističnega urada Republike Slovenije je bilo na dan 31. decembra 2007 v Sloveniji število moških oseb z imenom Husejin: 73. Med vsemi moškimi imeni pa je ime Husein po pogostosti uporabe uvrščeno na 685 mesto.
Ime Husejin imajo v Sloveniji večinoma muslimanski priseljenci in njihovi potomci.